# Кежун, Бронислав Адольфович
Бронислав Адольфович Кежун (8 сентября 1914, Петроград — 23 апреля 1984, Ленинград) — советский поэт и переводчик, журналист, военный корреспондент.

## Краткие биографические данные
Родился 8 сентября 1914 года в Петрограде, в рабочей польской семье. В 1931 году поступил в школу ФЗУ «Юный пролетарий» в Ленинграде. В 1934 году после окончания ФЗУ работал помощником паровозного машиниста, затем поступил учиться в Вечерний рабочий литературный университет им. А. М. Горького в Москве.
Начал писать стихи ещё в школе (печатались в журнале «Пионер» и газете «Пионерская правда»). В 1935 году издательством «Советский писатель» была издана первая книга стихов «Родина», затем сборник «Стихи» и «Дороги в мир».
Член Союза писателей СССР с 1939 года.
В годы Великой Отечественной войны служил военным корреспондентом в газетах Карельского, Третьего Украинского и Второго Дальневосточного фронтов. Войну закончил на Дальнем Востоке. В сборниках поэта отражены его фронтовые пути, проходящие на суровом Севере, на Дунае, на озере Балатон, в горах Австрии и в маньчжурских долинах, на Южном Сахалине, Карельском, Третьем Украинском, Втором Дальневосточном фронтах. В Беломорске вышли его стихотворные сборники: «Рассказы северных гор» (1942), «Красноармейские стихи» (1943), «Рассказ о русском богатыре» (1943) года.

## Творчество

Кежун Б. А. Заветные огни. Новые стихи. «Советский писатель». Л.- М. 1962.

Автор многочисленных сборников стихов, поэм, пародий (в частности, цикл «Колючая антология»), фельетонов и эпиграмм. Как отметил Всеволод Рождественский в предисловии к сборнику Б. Кежуна «Пути-дороги дальние» «…поэту свойственно чувство юмора, мягкой иронии. Помимо своих основных тем, он разрабатывает довольно редкий жанр литературной пародии, создает целую галерею сатирических портретов в духе дружеского шаржа… Содержание сборников Б. Кежуна многообразно…среди всего этого тематического многообразия наиболее значительной и широкой является…военная тема, особенно близкая автору и в прошлом и в настоящем.»
Переводил стихи украинских, белорусских, эстонских, литовских поэтов, а также поэтов Болгарии, Польши, Сербии, Чехословакии.
На стихи Б. Кежуна писали музыку В. Сорокин, Д. Прицкер, Е. Овчинников и другие композиторы. В Ленинградской области, на берегу Ладожского озера на мемориале «Разорванное кольцо», посвящённом «Дороге жизни» и входящем в Зелёный пояс Славы, выбиты строки Б. Кежуна:
Потомок, знай: в суровые года,
Верны народу, долгу и Отчизне,
Через торосы ладожского льда
Отсюда мы вели дорогу Жизни,
Чтоб жизнь не умирала никогда.
В 1985 году вышел последний сборник «Партизанская слава», подготовленный Б. Кежуном и завершенный после смерти поэта его женой, ветераном войны Е. Д. Кежун. Сборник посвящён памяти воинов Великой Отечественной войны и является первой антологией советской партизанской поэзии и лучших произведений о партизанах, созданных поэтами в послевоенное время.

## Избранная библиография
Сборники стихов:
- «Дороги в мир» (1939)
- «Красноармейские стихи» (1943)
- Песня о доме (1947)
- «Дальние дороги» (1950)
- «Волга-Дон» (1951)
- «Стихотворения» (1954, 1972)
- «Зигзаги вдоль бумаги» (1957)
- «Самое смешное» (1957)
- «Веселая азбука от А до Я: пародии» (1960)
- «Заветные огни» (1962)
- «Веселая книга» (1964)
- «Доброе солнце: лирика и сатира» (1964)
- «Стихи о Ленинграде» (1967)
- «Пути-дороги дальние» (1970)
- «Знаки на бересте» (1970)
- «Поэты и портреты: литературные пародии» (1974)
- «Дыхание земли: стихи и поэмы» (1977)
- «Подвигу твоему, Ленинград. Альбом» (1978)
- «Вечный огонь: Стихотворения и поэма» (1984)
- «Письма к друзьям: стихи последних лет» (1984)

Литературные пародии и эпиграммы автора входили в сборники «Антологий сатиры и юмора России XX века».